# Крамничка виноторговця
Крамничка виноторговця (англ. The wine shop) — картина з давньоримським сюжетом, яку створив художник Лоуренс Альма Тадема (1836—1912).

## Відвідини Помпей
Альма Тадема спеціалізувався на картинах з міфології та старовини. Вже перша значна картина митця присвячена військовому вихованню дітей доби варварства («Військове виховання дітей короля Хлодвіга», 1861). Пізніше картини Альма Тадема розділять на тематичні цикли
- історичні сюжети
- портрети
- картини з давньоєгипетськими темами
- з давньогрецькими темами
- з давньоримськими темами.

Аби бути ближче до подібної тематики, фінансово успішний художник навіть вибудував власний будинок в Лондоні за зразком давньоримської оселі в традиціях історизму. І хоча подібна оселя відбивала реальність найменшого прошарку давньоримського суспільства, художник подавав кути власної оселі в безлічі власних картин.
І глядачі, і прихильники мистецтв критикували картини Альма Тадема за банальні сюжети та ненатуральність. Про його дам на картинах згадував письменник Вільям Сомерсет Моем як про панянок з правильними рисами облич, в котрих, незважаючи на римські костюми, однак, відразу впізнаєш англійок доби вікторіанства. Розуміючи це, митець старанно відвідував розкопки в Італії, в першу чергу розкопки в Помпеях. Його картини відрізнялись надзвичайно точним відтворенням давньоримських подробиць, що надало картинам присмак археологічності. Аби внести життя в банальні сюжети, більшість картин античної тематики Альма Тадема трактовна в побутовому жанрі («Гра в шахи в Стародавньому Єгипті», «Порівняння текстів», «Суперниці мимоволі», «Між надією і спокусою»). В картині «Храм Венери» дівчата вештаються без мети простором храму і відверто нудьгують. В картині «Не питай мене більше» лише давньоримський одяг приховував банальну сцену з коханцями (вони наодинці, але все доброчинно, жодних непристойних натяків, обов'язкові тут пейзаж і букетик квітів), які заполонили виставки, вітальні і будуари.

## Опис
У вузькому просторі крамнички невелике чоловіче товариство. Власник отримав нову партію товару, це декілька амфор різного розміру, надзвичайно точно відтворених художником. Володар як пристрасний рекламодавець, сипле епітетами, жонглює словами, жартує і зваблює. На обличчях чоловіків-відвідувачів захоплення від почутих байок і анекдотів, як і від дегустації вин, помалу налитих в керамічні чаші. Сцена в крамниці трохи нагадує коротку виставу одного актора, де головний виконавець стоїть за обдертим прилавком.
Все дуже нагадує сучасну презентацію, коли рекламодавець наполягає на перевагах саме його товару, демонструє їх, зваблює, аби продати найшвидше і найбільше. А його промову відвідувачі винагородять оплесками. Згодом нудьгуючі чоловіки розійдуться по домівкам, лазням і ринкам й рознесуть містом і нові байки, і звістку про нові товари в крамниці виноторговця.